# Gothique Charpentier
 (décembre 2023).
- Si vous ne connaissez pas le sujet, laissez ce bandeau (vous pouvez alors contacter les auteurs).
- Si vous supprimez le contenu mis en cause (vous pouvez préalablement contacter les auteurs),

argumentez précisément cette suppression dans la page de discussion
(un manque de référence n'est pas un argument ; une recherche réelle de référence doit avoir été effectuée, être formellement documentée).
Pour le style architectural, voir Gothique charpentier (architecture).
Gothique Charpentier (Carpenter's Gothic), publié en 1985, est un roman de l'écrivain américain William Gaddis.

## Résumé
Un couple marié, trentenaire, désargenté, Paul et Elisabeth Booth, vient de quitter New York, pour s'installer à moindre coût dans une maison ancienne d'une lointaine banlieue campagnarde.
La fondation du père d'Elisabeth pèse 8 000 000 dollars, mais la succession tarde, et chacun essaie de récupérer ou dépenser le maximum d'argent : Adolph (exécuteur testamentaire), Grimes (président), Landsteiner, Stenniger...
Le livre se compose de sept chapitres inégaux, sans titre ni numérotation correspondant à sept journées, sur quelques semaines, à une époque non précisée (années 1980).

## Liste des personnages principaux
- Elisabeth, Liz, Bibb(s), fille de F. R. Vorackers, épouse Booth
  - Paul Booth, mari
  - William, Billy, frère d'Elisabeth
- M. McCandless, ancien occupant de la maison
  - Mrs McCandless
- Eldon Ude, révérend évangéliste

## La maison
L'essentiel de l'intrigue se déroule dans la maison que McCandless loue au couple Booth. Elle est de style gothique charpentier (carpenter gothic (en)), ou gothique rural, adaptation de l’architecture de style néogothique à la construction de maisons individuelles dans les années 1870-1910, aux États-Unis, au Canada, en Australie et Nouvelle-Zélande, en architecture bois. La version de base serait celle qu'on aperçoit à l'arrière-plan du fameux tableau American Gothic (1930) de Grant Wood.
Ce serait un pur spécimen de gothique charpentier de l’Hudson River (p. 16), tout conçu de l'extérieur, pour l'apparence, une belle vieille maison victorienne juste au-dessus de l’Hudson avec une tour (p. 49), avec rotonde, escalier intérieur, beaucoup de fenêtres, et des pilastres. Selon Billy (et Lester), ce serait plutôt une maison délabrée, mal entretenue, vouée à l'humidité et l'obscurité.Un assemblage d'affectations, d'emprunts, de leurres. L'intérieur est un salmigondis de bonnes intentions comme un dernier effort ridicule (p. 305).
Elle est située sur les bords de l’Hudson, dans une ville ou localité anonyme, une petite ville pourrie, de l’État de New York, à environ 50 km du centre de New York, que le couple a quitté pour des raisons financières. Elle a vue (aussi) sur une colline où jouent des enfants bruyants.
Le précédent occupant, sans doute propriétaire, qui a laissé meubles, draperies, plantes mais aucune adresse, continue à recevoir du courrier et des coups de téléphone, et a conservé un jeu de clés et surtout une pièce fermée à clé où il stocke une quantité de livres et de documents relevant de ses activités antérieures de géologue affairiste mystérieux. Elisabeth se fait voler son sac à main dans les toilettes d'un grand magasin Saks à New York (avec clés, documents officiels, etc). Lester pénètre dans la maison en glissant une carte. Billy pénètre également sans prévenir.
Cette maison ancienne, d'aspect prétentieux, mais fragile, avec des toilettes défectueuses, et où chacun peut s'introduire sans s'y investir, peut se lire comme une métaphore du pays tout entier : deux cents ans pour bâtir ce grand bastion des valeurs petites-bourgeoises (p. 307) ; toutes nos solutions grandioses sont devenues leurs cauchemars (p. 308).
Mais ce serait valable pour la personnalité de chaque personnage : c'est comme l'intérieur de votre tête McCandless (p. 305).

## Personnages

### Protagoniste: Liz
Elisabeth est une jeune femme de bonne famille, de bonne éducation, rousse, fragile, asthmatique, dépassée par cette nouvelle vie, dans cette nouvelle maison déjà équipée, tout leur mobilier restant au garde-meuble, difficile à nettoyer et à tenir. Son mari est souvent absent pour ses affaires, et exige que la ligne téléphonique fixe soit libre presque en permanence. Elle est bien (trop) isolée, et apprécie d'avoir des informations de ses anciennes amies, de sa meilleure amie Edie (depuis Montego Bay, ou Acapulco), toujours avec Jack Orsini, et de Ceddie Teakell, fille du sénateur en exercice.
Paul pousse Liz à mener à bien un procès en réclamation de dommages auprès d'une compagnie aérienne, pour perte de mes services conjugaux causés par mes blessures, ce qui entraîne de nombreuses visites médicales (Gustave Schak, Dr Kissinger, Dr Yount, Dr Terranova, etc.), déplacements, désagréments, avances de frais, courriers, appels téléphoniques. Très jeune pourtant, elle a joué au docteur, entre autres avec Bobbie Steyner, selon Billy.
Elle se réfugie dans des livres d'oiseaux (geai, harle huppé...), elle dessine des chevaux et peut-être d'autres animaux sur du courrier, ou des documents d'intérêt professionnel pour Paul. Elle écrirait une sorte de roman, dont il existe une vingtaine de feuillets gribouillés.
Elle est surtout représentée entre le lit (Elle se renversa dans le lit comme si elle ne l’avait jamais quitté), la salle de bains (vomir ?), la cuisine pour le thé, l'escalier, le téléphone. Elle joue avec son carnet d'adresses fatigué.
Elle sort rarement, sauf pour les médecins, et ne sait pas conduire. Un jour, à New York, elle se fait voler son sac à main volé chez Saks, avec clés et papiers divers. Un certain Gold, quelque temps après téléphone et demande qu'elle vienne récupérer le sac retrouvé, et on en profite pour cambrioler la maison.
La maison reste de fait ouverte très souvent, ce qui permet l'entrée du mari, mais aussi du frère, de McCandless, de la femme de ménage haïtienne francophone un peu bornée (Madame Socrate, Sais pas Madame, à qui il a fallu autrefois signaler qu'on doit brancher l'aspirateur), Lester, etc.
Elle est sensible aux animaux, et les animaux semblent lui rendre cette proximité comme le chien qui l'accompagne un matin : réveillée par une rage noire de corbeaux, le bêlement d’une colombe dehors sur les branches (p. 221)... Au début du premier chapitre, elle observe des garçons jouer dehors avec une sorte de volant avachi, qui s'avère être une colombe. Elle est sensible aux végétaux : Qu'est-ce qui faisait souffrir les marronniers (p. 80) ?
Elle est sensible aux charmes de la maison, aux lumières (tachetures), au bon goût de l'installation : petit musée, Sèvres, bois de rose, draperies. Elle est gênée que Mme Socrate ait cassé une statuette en porcelaine de chien. Elle est très maladroite : verre de lait renversé, coupure au doigt. elle paraît incapable de se concentrer, comme dans l'épisode des sacs-poubelle.
Elisabeth paraît très perturbée. Selon Billy, c’est lui qui te bousille Bibb pas une vieille histoire d’accident (p. 125). Et ses bleus, à l'épaule, puis au genou, pourraient venir de coups reçus, et pas d'une hypothétique bibliothèque.
Poussée à bout, Liz finit par déclarer à Paul : je ne suis pas une bonne mère chrétienne fidèle et illettrée parce que je ne suis pas Sally Joe (p. 152).
Seule, elle semble bien regarder une chaîne de télévision érotique, et manipuler (observer, froisser, lisser) une photo érotique ou pornographique. Elle a un soir et une nuit une aventure amoureuse et sexuelle avec son visiteur McCandless, qui se déclare prêt à l'emmener loin avec lui.
Mais elle reste très attachée à Paul. Aussi longtemps que quelque chose est inachevé tu te sens en vie (p. 121).

### Paul
Paul est parti comme sous-lieutenant au Vietnam, est revenu blessé, avec le même grade, a été longtemps hospitalisé, et touche une pension d'invalidité, qui semble être sa principale source de revenus. Tout retard de pension est source d'inquiétude. Il se veut désormais conseiller média, et cherche des investisseurs, et des clients.
Il a reçu une étoile de bronze avec palme, ce grand conseiller en média et toutes ces conneries [...] ce putain de Paul, avec son faux sabre de parade de son école militaire et sa caisse de pierres et toutes ces conneries à la gomme de Sudiste dérangé priez pour le petit Wayne, priez pour l’Amérique (p. 142) avec son nom gravé dessus (p. 261). Chick, son responsable transmissions, informe tardivement Paul qu'il a été blessé non pour fait de guerre mais parce que son chef de section (19 ans) a placé une grenade dans sa tente, pour l'avoir dénoncé pour trafic d'héroïne (on a rectifié le vieux (de 22 ans)).
Selon Billy, Paul a été pistonné par J.R. Vorackers, qui l'employait à l'époque pour partir en tant qu'officier. Il serait en droit d'espérer quelque chose de sa succession, d'autant qu'il en a épousé la fille. Il respecte l'argent et suit de très près toutes les opérations et malversations menées par l'exécuteur testamentaire (Adolph), le président de la fondation (Grimes), mais également Landsteiner, Sneddiger et quelques autres, avec 23 procès en cours. Il peut un certain temps espérer la maison de Longview (Washington), où Billy a autrefois créé un scandale.
Pour Billy, Paul est incapable de trouver un (véritable) emploi, et même d'en chercher un. Il est très critique sur ses emplois. Et leurs entretiens sont généralement violents.
Pour Liz, qui en souffre plus que les autres, il est juste tellement en colère contre tout le monde (p. 50).
Dans sa recherche de soutiens, il envoie, au nom de Liz, des fleurs pour 260 dollars à Cettie Teakell, hospitalisée, et qu'il ne connaît pas, mais dont il vient d'apprendre que c'est une amie d'enfance de Liz.
Billy estime que c'est un manipulateur, comme tous les hommes qui ont approché Liz, et leur père le premier.

### Billy
William, le frère d'Elisabeth, se présente à la maison sans prévenir, et dérange à chaque fois. Il méprise Paul, qui le considère comme fou, dangereux. Il est présenté comme assez lucide sur l'état du monde, de la société, de sa sœur, qu'il tente à plusieurs fois d'entraîner loin de ce gâchis.
Il ne respecte ni l'argent, ni la respectabilité. Il fait apparemment partie, avec Sheila, de cette marge hippie attirée par la drogue et le bouddhisme, du moins pour le détachement des affaires de ce monde. Il se débrouille, avec sa camionnette de déménagement déglinguée, et vit de petits travaux, bénévoles ou non. Il est souvent désargenté, à essayer d'emprunter 10 ou 20 dollars, mais à un moment important, il sort une liasse de gros billets, d'origine incertaine.
Chaque rencontre avec Elisabeth se termine relativement mal.

### McCandless
McCandless est le propriétaire de la maison, qu'il a louée sans doute par une agence. Il a conservé le droit d'accéder à une pièce cadenassée où il stocke des archives. Il y revient plusieurs fois, en présence de la femme de ménage, puis d'Elisabeth, pour faire un tri. La conversation qui s'engage maladroitement est la seule sans violence, ni vulgarité (à l'inverse de la vulgarité agressive de Lester). Elle apprécie quand McCandless raconte ses explorations, ses découvertes, les exploitations minières qu'il a pu engager. Et elle finit par avoir une relation sentimentale, puis brièvement sexuelle.
Les interventions de Lester montrent que McCandless a travaillé pour divers personnages, sans doute aussi avec le FBI. 
Le passage de Mrs McCandless révèle que son lointain compagnon a beaucoup inventé, même si elle-même semble beaucoup en ignorer.
Enfin, son expertise en géologie l'autorise à tempêter contre les idiots de créationnistes, pour lesquels il a été amené à rédiger des contre-argumentaires.

## Accueil
Les recensions francophones de ce livre, à la fois facile (pour le peu de personnages impliqués, et de pages) et complexe (pour les dialogues elliptiques, et les actions entraperçues), sont, en trente ans, peu nombreuses et très favorables : chef-d'œuvre tragi-comique,, tableau d'ensemble d'un bon dieu de pays qui va à vau-l'eau : la maison gaddisienne apparaît une fois de plus comme le théâtre d'une écriture inquiète qui, dans une coulée incandescente de mots, toujours oscille, en quête d'elle-même, entre oubli et réminiscence, entre la menace d'un débordement et le danger de la disparition, entre passé et présent, entre une langue sans parole et une parole sans langue . La traduction de Marc Cholodenko est interrogée par Isabelle Génin.

## Éditions
- Christian Bourgois, 1988
- Christian Bourgois, 2006, format poche, collection Titres, 350 pages  (ISBN 978-2-2670-1834-9)